# دمیتری مازونوف
دمیتری مازونوف (روسی: Дмитрий Вячеславович Мазунов؛ زادهٔ ۱۲ مهٔ ۱۹۷۱) یک بازیکن تنیس روی میز اهل روسیه است. 
وی در مسابقات کشوری و بین‌المللی در مجموع برنده ۱ مدال نقره، ۳ مدال برنز شده‌است.